# اعلامیه استقلال استونی

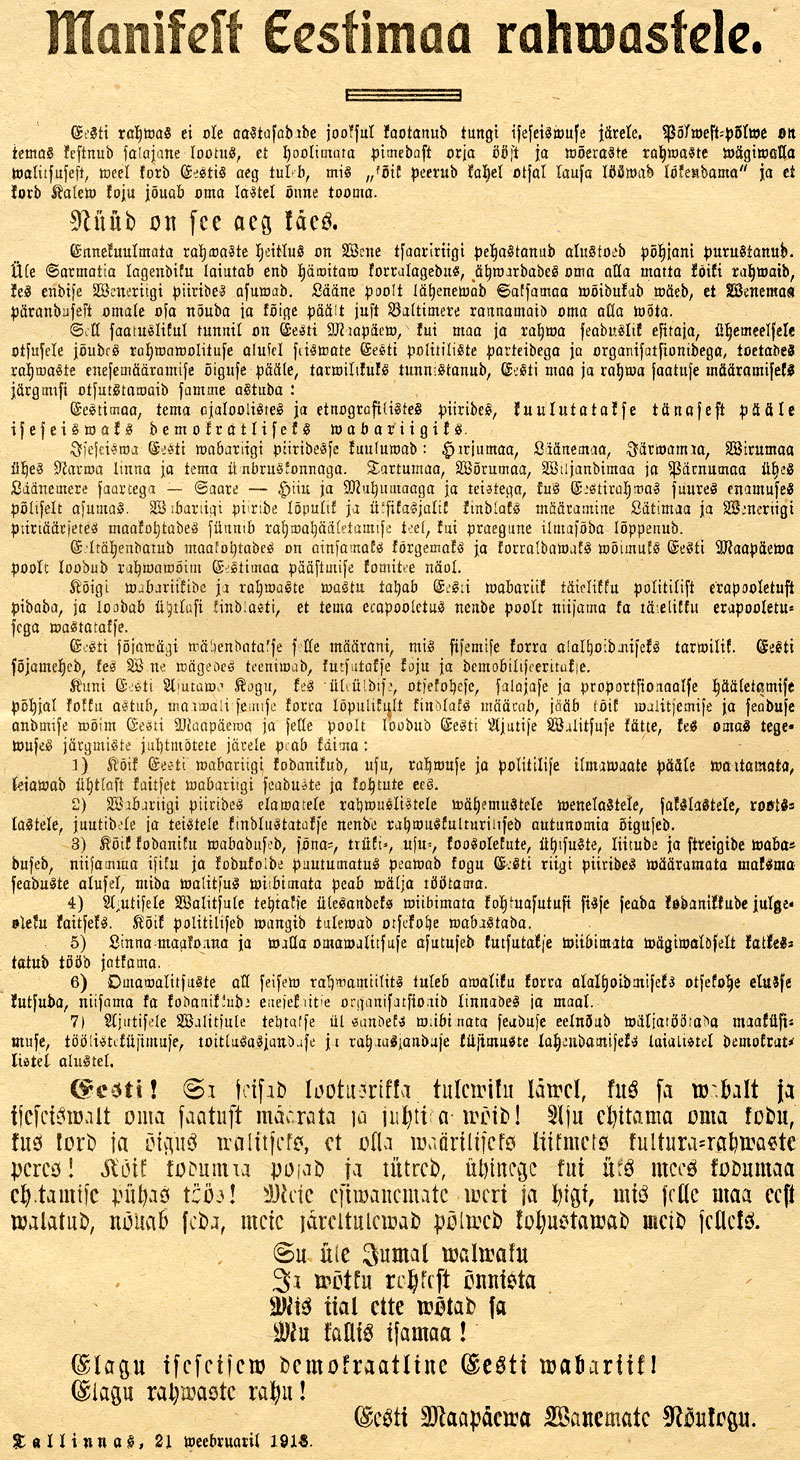
اعلامیه استقلال استونی

اعلامیه استقلال استونی یا بیانیه مردم استونی (استونیایی: Manifest Eestimaa rahvastele) قانون پایه‌گذاری جمهوری استونی در سال ۱۹۱۸ است. در ۲۴ فوریه، روز ملی یا روز استقلال استونی جشن گرفته می‌شود.
این اعلامیه توسط کمیته نجات، انتخاب شده توسط بزرگان مجمع استانی استونی تدوین شده بود. در ابتدا قرار بود اعلامیه استقلال در ۲۱ فوریه صادر شود اما اعلام آن تا غروب ۲۳ فوریه به تاخیر افتاد و پس از چاپ در شهر پارنو با صدای بلند خوانده شد. روز بعد بیانه چاپ شده در تالین پایتخت استونی توزیع شد.